# Erik Edman
Erik Edman (11 de noviembre de 1978, Huskvarna) es un futbolista sueco. Su posición es la de defensor y milita actualmente en el Helsingborgs de la Primera División de Suecia.
Es internacional con la Selección de fútbol de Suecia desde el año 2001, con la cual participó en dos copas mundiales (Corea-Japón 2002 y Alemania 2006) y la Eurocopa 2004.

## Carrera

### Principios de su carrera
Edman es un veterano lateral izquierdo que jugó en varios clubes distintos a lo largo de su carrera futbolística. Militó en el Helsingborgs IF sueco hasta 1999. Fichó por el Torino italiano, el cual dejó un año después para sumarse al plantel del conjunto alemán Karlsruher SC. Ese mismo año 2000 volvió a cambiar de club, fichando esta vez por el AIK, de esa manera regresando a su tierra natal, por una temporada. En el 2001 cambió nuevamente de equipo, esta vez dirigiose al Heerenveen neerlandés.

### Tottenham Hotspur
Después de la Eurocopa 2004, el Tottenham Hotspur inglés compró a Edman. Este enseguida se adaptó al club, y será recordado con esa camiseta probablemente por su gol convertido al Liverpool por la Premier League desde 38 yardas el 16 de abril de 2005. Sin embargo, en ese mismo año, y tras la suma del surcoreano Lee Young-Pyo a la escuadra inglesa, obligó a Erik a dejar el club. En la última semana de agosto, el cuerpo técnico del Tottenham aceptó una oferta del club francés Rennes por Edman. No pasó mucho tiempo para que el sueco se asegurara la confianza del entrenador y la titularidad en el conjunto de Francia.

### Wigan Athletic
En enero del 2008, Edman regresó al fútbol inglés tras aceptar una oferta de £500.000 del Wigan Athletic. La suba de Edman al club inglés fue muy grata puesto que no habían encontrado a ningún jugador digno de reemplazar a Leighton Baines el verano pasado. El 22 de marzo de ese mismo año, Erik se lesionó en un partido contra Blackburn Rovers, que reflotaría la antigua lesión de rotura de ligamentos cruzados sufrida anteriormente en la rodilla. Eso significó que se perdería el resto de la temporada inglesa, así como la Eurocopa 2008. Edman volvió a las canchas el 14 de enero de 2009 desde el banco de suplentes en el partido que perdió el Wigan Athletic 1-0 frente al Manchester United. Sin embargo, ha jugado poco para el club debido a las lesiones y a las impresionantes actuaciones del hondureño Maynor Figueroa en la temporada, por lo que se ganó un puesto en los once titulares de Roberto Martínez. Su último partido de titular en el Wigan fue en la derrota 9-1 del mismo frente al Tottenham, en noviembre del 2009.
Antes de volver a Suecia, Edman estaba en la mira de varios equipos de fútbol, sobre todo de la Eredivisie.

### Helsingborgs IF
En febrero del 2010, el club sueco Helsingborgs IF confirmó que Edman se sumaría al club por un contrato de cinco años.

## Internacional
Edman forma parte de la selección de Suecia desde el año 2001. Fue parte de la escuadra sueca en la Copa Mundial de fútbol de 2002, sin embargo, no jugó ningún partido. Tras eso, comenzó a jugar casi todos los partidos de su selección, inclusive los de la Eurocopa 2004 y la Copa Mundial de fútbol de 2006. No pudo participar en la Eurocopa 2008 debido a una grave lesión de rodilla, retirándose de la selección en 2009, con 57 encuentros disputados y 1 gol anotado con la absoluta.

## Clubes
| Club              | País         | Años      |
| ----------------- | ------------ | --------- |
| Helsingborgs IF   | Suecia       | 1994-1999 |
| Torino            | Italia       | 1999-2000 |
| Karlsruher SC     | Alemania     | 2000      |
| AIK               | Suecia       | 2000-2001 |
| SC Heerenveen     | Países Bajos | 2001-2004 |
| Tottenham Hotspur | Inglaterra   | 2004-2005 |
| Stade Rennais     | Francia      | 2005-2008 |
| Wigan Athletic    | Inglaterra   | 2008-2010 |
| Helsingborgs IF   | Suecia       | 2010-2013 |

## Distinciones
- Defensor sueco del año 2004 Årets back.[2]

## Vida privada
Erik está casado con Hanna Kjellsson desde diciembre de 2006. Tienen dos hijos: Elias (nacido en septiembre de 2005), y Nora (nacida en mayo de 2008).